# Goldstreifen-Blattsteiger
Der Goldstreifen-Blattsteiger (Phyllobates aurotaenia) ist eine Art der Gattung Blattsteiger (Phyllobates) und gehört der Familie der Baumsteigerfrösche (Dendrobatidae) an, die auch Pfeilgiftfrösche genannt werden. Der Goldstreifen-Blattsteiger gehört zu den drei Arten der Pfeilgiftfrösche, die tatsächlich zum Vergiften von Pfeilspitzen verwendet wurden.

## Merkmale
Die erwachsenen Tiere erreichen Körperlängen von 32 (Männchen) bzw. 35 mm (Weibchen). Ihre Haut ist oberseits leicht gekörnelt, unterseits glatt. Auf schwarzer Grundfarbe finden sich zwei farbige Längslinien seitlich auf dem Rücken, die über die Augen laufen und sich an der Schnauzenspitze vereinen. Diese können golden, orange oder grün gefärbt sein. Die Hinterbeine zeigen eine goldene, orange, grüne oder blaue Sprenkelung. Der erste (innere) Finger ist länger als der zweite; Schwimmhäute zwischen den Zehen fehlen.

## Vorkommen
Dieser Frosch bewohnt feuchte tropische Wälder im Flach- und Hügelland an den Westhängen der Westkordillere der Anden in Kolumbien. Die Art ist zwar häufig, wird aber wie viele andere durch die zunehmende Einschränkung des Lebensraums, Umweltverschmutzung und eingewanderte Arten bedroht.

## Fortpflanzung
Im Gegensatz zu anderen Pfeilgiftfröschen treten die Männchen nicht in Ringkämpfen gegeneinander an, sondern versuchen in Gegenwart eines Weibchens ihre Kontrahenten mit lauten Rufen zu übertönen, bis diese sich zurückziehen. Die Rufe werden in der Regel vom Boden aus auf Falllaub geäußert. Während der Paarung legen die Weibchen 15 bis 28 Eier in kleinen Hohlräumen am Boden. Die Männchen tragen später die geschlüpften Larven zum nächsten langsam fließenden Gewässer.